# デジタルプレミアムライブ 〜がんばろう東北・がんばろう関東〜
『デジタルプレミアムライブ 〜がんばろう東北・がんばろう関東〜』（デジタルプレミアムライブ がんばろうとうほく がんばろうかんとう 、Digital Premium Live）は、2011年4月2日にNHK BSプレミアムで放送された音楽特別番組である。 

## 概要
2011年4月1日にNHKのBS放送が再編により、新生「BS1」と「BSプレミアム」の2局に生まれ変わったのを記念して、4月2日にBSプレミアムの開局記念特別番組として3部構成で生放送された。
なお、当初予定のタイトルは『デジタルプレミアムライブ』のみだったが、なお、開局前月の3月11日に発生した東日本大震災の影響により、番組タイトルに被災者支援ならびに被災地復興の願いを込めて、『デジタルプレミアムライブ 〜がんばろう東北・がんばろう関東〜』に変更された。
また、本番組の出演者中、複数の部に出演した人は第2部・第3部に出演した石井竜也と谷村新司のみである。

## 番組構成

### 第1部
『デジタルプレミアムライブ 〜がんばろう東北・がんばろう関東〜 日本のうた』
- 放送：2011年4月2日（土曜日）17:00 - 18:30、BSプレミアム
- スタジオ：CT-101スタジオ
- 司会：小松宏司（NHKアナウンサー）
- 出演：北島三郎、都はるみ、千昌夫、小林幸子、石川さゆり、細川たかし、川中美幸、氷川きよし

BSプレミアムで放送されている演歌系歌謡番組『BS日本のうた』をベースにした歌謡番組。NHK紅白歌合戦出場歴の豊富な演歌歌手が集結し、名曲を披露し、被災地・被災者を勇気づけた。
なお全出演者中、千昌夫は震災で大きな被害を受けた岩手県陸前高田市の出身である。

### 第2部
『デジタルプレミアムライブ 〜がんばろう東北・がんばろう関東〜 J-POPプレミアム』
- 放送：2011年4月2日（土曜日）18:30 - 21:00、BSプレミアム
- 会場：NHKホール
当初は国立代々木競技場第一体育館から公開生放送を予定していたが、東日本大震災の影響により中止となり、NHKホールでの非公開による生放送に変更された。
- 司会：山口智充（DonDokoDon）、藤井彩子（NHKアナウンサー）
- 出演：杏里、石井竜也、UVERworld、甲斐バンド、CHEMISTRY、小柳ゆき、斉藤和義、谷村新司、THE BOOM、DEEN、AAA、HOUND DOG、元ちとせ、一青窈、平原綾香、藤井フミヤ、真心ブラザーズ、奥田民生、水谷豊&宇崎竜童、渡辺美里、千住明・真理子

1970年代から2000年代まで、幅広い年代を代表するJ-POPアーティストが集結し、ヒット曲、代表曲を披露した。またBSプレミアムの見どころや、2011年4月からの新番組『J-POP青春の'80』についても紹介した。
なお全出演者中、HOUND DOGは震災で大きな被害を受けた宮城県仙台市の出身、石井竜也は震災で大きな被害を受けた茨城県北茨城市の出身である。

### 第3部
『デジタルプレミアムライブ 〜がんばろう東北・がんばろう関東〜 世界からのメッセージ』
- 放送：2011年4月2日（土曜日）21:30 - 23:00、BSプレミアム
- 出演：クリス・ペプラー、森麻季、石井竜也、谷村新司、宮川彬良

世界各国の有名アーティストからのメッセージや、ライブパフォーマンスなどを紹介。BSプレミアムで2011年4月から始まる新番組『ショータイム』の出演者らがスタジオに集結し、番組の見どころやBSプレミアムの魅力についても紹介した。